# Saison 2011-2012 de la Ligue féminine 2 de basket-ball
Navigation
Saison précédente Saison suivante
Seconde édition du championnat de Ligue féminine 2, la saison 2011-2012 regroupe 14 équipes en une poule unique.

## Équipes
Les engagés:
Le club du Havre est repêché en raison du refus d'engagement du promu Saint-Étienne, mais un recours a été engagé par le club.

## Classement de la phase régulière
| Rang | Équipe                          | Pts | J  | G  | P  | Pp   | Pc   | Diff |
| ---- | ------------------------------- | --- | -- | -- | -- | ---- | ---- | ---- |
| 1    | BC Perpignan                    | 48  | 26 | 22 | 4  | 1931 | 1521 | 410  |
| 2    | COB CalaisR                     | 46  | 26 | 20 | 6  | 1882 | 1587 | 295  |
| 3    | Toulouse Métropole BasketR      | 46  | 26 | 20 | 6  | 1775 | 1570 | 205  |
| 4    | Étoile de Voiron Basket Féminin | 41  | 26 | 15 | 11 | 1902 | 1829 | 73   |
| 5    | US Laveyron P                   | 40  | 26 | 14 | 12 | 1658 | 1682 | -24  |
| 6    | SO Armentières                  | 39  | 26 | 13 | 13 | 1867 | 1884 | -17  |
| 7    | Roche Vendée Basket Club        | 39  | 26 | 15 | 9  | 1913 | 1761 | 152  |
| 8    | Dunkerque-Malo                  | 37  | 26 | 11 | 15 | 1743 | 1847 | -104 |
| 9    | Léon Trégor Basket              | 36  | 26 | 12 | 12 | 1797 | 1798 | -1   |
| 10   | Strasbourg IG                   | 35  | 26 | 9  | 17 | 1690 | 1779 | -89  |
| 11   | Reims Basket Féminin            | 35  | 26 | 9  | 17 | 1737 | 1922 | -185 |
| 12   | Limoges ABC                     | 35  | 26 | 9  | 17 | 1520 | 1743 | -223 |
| 13   | Centre fédéral                  | 34  | 26 | 8  | 18 | 1482 | 1751 | -269 |
| 14   | AL Aplemont Le Havre            | 29  | 26 | 5  | 19 | 1678 | 1901 | -223 |

| - Promotion directe en LFB - Qualification pour le Final Four - Relégation en Nationale 1 |
| R : Relégué de LFB 2010-2011                                                              |
| P : Promu de Nationale 1 2010-2011                                                        |

Remarque : Roche Vendée, Pleyber-Christ et AL Aplemont subissent deux matchs de pénalités. Aucun point n'est crédité dans ce cas.

## Les play offs
Le titre de champion est désigné à l'issue d'un Final Four disputé les 12 et 13 mai à Perpignan.
|  | Demi-finales                        | Demi-finales              |                           |    | Finale | Finale |
|  | Demi-finales                        | Demi-finales              |                           |    | Finale | Finale |
|  |                                     |                           |                           |    |        |        |
|  |                                     |                           |                           |    |        |        |
|  |                                     |                           |                           |    |        |        |
|  | [2]COB Calais                       | 56                        |                           |    |        |        |
|  | [2]COB Calais                       | 56                        |                           |    |        |        |
|  | [3] Toulouse Métropole Basket       | 65                        |                           |    |        |        |
|  | [3] Toulouse Métropole Basket       | 65                        | Toulouse Métropole Basket | 71 |        |        |
|  |                                     |                           | Toulouse Métropole Basket | 71 |        |        |
|  |                                     | BC Perpignan Méditerranée | 75                        |    |        |        |
|  | [1] BC Perpignan Méditerranée       | BC Perpignan Méditerranée | 75                        | 63 |        |        |
|  | [1] BC Perpignan Méditerranée       |                           |                           | 63 |        |        |
|  | [4] Étoile de Voiron Basket Féminin | 52                        |                           |    |        |        |
|  | [4] Étoile de Voiron Basket Féminin | 52                        | Match pour la 3e place    |    |        |        |
|  |                                     |                           |                           |    |        |        |
|  |                                     |                           |                           |    |        |        |
|  |                                     |                           |                           |    |        |        |
|  | COB Calais                          | 80                        |                           |    |        |        |
|  | COB Calais                          | 80                        |                           |    |        |        |
|  | Étoile de Voiron Basket Féminin     | 66                        |                           |    |        |        |
|  | Étoile de Voiron Basket Féminin     | 66                        |                           |    |        |        |

### Meilleures joueuses de la saison régulière
| Catégorie                     | Joueuse                | Équipe               | Statistiques |
| ----------------------------- | ---------------------- | -------------------- | ------------ |
| Évaluation par match          | Dace Pierre-Joseph     | Dunkerque-Malo       | 20,3         |
| Points par match              | Dace Pierre-Joseph     | Dunkerque-Malo       | 20,7         |
| Rebonds par match             | Astan Dabo             | Reims Basket Féminin | 12,7         |
| Rebonds défensifs par match   | Astan Dabo             | Reims Basket Féminin | 8,2          |
| Rebonds offensifs par match   | Kayla Smith            | AL Aplemont Le Havre | 4,6          |
| Passes décisives par match    | Faeza Bouderra         | Voiron               | 5,5          |
| Interceptions par match       | Amanda Lassiter        | Voiron               | 3,3          |
| Contres par match             | Héléna Ciak            | Perpignan            | 2,9          |
| Fautes provoquées par match   | Céline Schmitt-Sendner | Strasbourg IG        | 5,9          |
| Pourcentage aux lancer-francs | Bintou Dieme           | AL Aplemont Le Havre | 85,1 %       |
| Pourcentage à 2 points        | Héléna Ciak            | Perpignan            | 57,9 %       |
| Pourcentage à 3 points        | Aurélie Durand         | Dunkerque-Malo       | 41,2 %       |